# Досрочная пенсия безработным гражданам
Такая пенсия назначается по предложению органов службы занятости и с согласия этих граждан. В отличие от неполной пенсии по старости досрочные пенсии назначаются гражданам, имеющим независимо от перерывов в трудовой деятельности стаж работы, дающий право выхода на полную пенсию по старости, включая пенсию на льготных условиях. С их согласия пенсия по старости оформляется досрочно, но не ранее чем за два года до установленного законодательством возраста выхода на пенсию.

## Условия назначения досрочной пенсии
а) увольнение гражданина в связи с ликвидацией организации, сокращением численности или штата;
б) признание гражданина безработным;
в) отсутствие возможности для трудоустройства безработного гражданина;
г) наличие у безработного гражданина стажа работы, дающего право на полную пенсию по старости (по возрасту), включая пенсию на льготных условиях;
д) уменьшение пенсионного возраста, предусмотренного соответствующими статьями Закона о государственных пенсиях в РФ (10, 11, 12, 14), на 2 года;
е) инициатива органа службы занятости;
ж) согласие безработного гражданина на назначение досрочной пенсии.

## Право на получение двух пенсий
Право на получение двух пенсий. Право на получение одновременно двух пенсий — по старости (по возрасту) и по инвалидности предоставляется:
а) гражданам, ставшим инвалидами вследствие военной травмы;
б) участникам Великой Отечественной войны, ставшим инвалидами вследствие общего заболевания, трудового увечья и других причин.
Исчисление пенсии по старости (по возрасту) по общим правилам. Механизм исчисления пенсий предусматривает воздействие на размер пенсии одновременно нескольких факторов:
— величины среднемесячного заработка гражданина;
— продолжительности его общего и специального трудового стажа;
— семейных обстоятельств (наличие иждивенцев);
— состояния здоровья пенсионера (инвалидность, достижение возраста 80 лет, нужды в постороннем уходе);
— иных обстоятельств (заслуги перед государством, работа в экстремальных условиях и др.).
С учётом изложенного структура пенсии по старости (по возрасту) включает следующие элементы:
а) основной размер;
б) увеличение основного размера пенсии за стаж работы сверх необходимого;
в) повышение пенсии;
г) надбавки.
Основной размер пенсии по старости (по возрасту). Основной размер пенсии составляет 55 % заработка. Пенсия в размере 55 % заработка полагается лицам, у которых есть общий трудовой стаж, необходимый для назначения пенсии, то есть 25 лет, 20 лет, 15 лет, 10 лет.
Основной размер пенсии при общем трудовом стаже, равном требуемому для назначения полной пенсии, не может быть меньше минимального размера, устанавливаемого федеральным законом.
Максимальный размер пенсии при общем трудовом стаже, равном требуемому для назначения полной пенсии, устанавливается на уровне 3 минимальных размеров пенсии, а пенсии, назначенной по пункту «а» ст. 12 Закона о государственных пенсиях, — 3,5 размеров.
Размер пенсии при неполном общем трудовом стаже определяется пропорционально имеющемуся стажу, исходя из полной пенсии, устанавливаемой за стаж мужчинам 25 лет, а женщинам — 20 лет. Сначала определяется соответствующая полная пенсия, затем эта пенсия делится на число месяцев требуемого стажа, а полученная сумма умножается на число месяцев фактически имеющегося стажа (в этом стаже период менее 15 дней округляется до полного месяца, а свыше 15 дней включительно не учитывается).
Размер пенсии при неполном общем трудовом стаже не может быть ниже социальной пенсии, которая составляет 2/3 минимальной пенсии по старости (по возрасту).
Увеличение основного размера пенсии за стаж работы сверх необходимого. Увеличение основного размера пенсии за стаж работы сверх необходимого (общий и специальный) производится путём повышения пенсии на 1 % среднемесячного заработка за каждый полный год общего трудового стажа, превышающего требуемый для назначения пенсии. Если пенсия назначается по статьям 12 или 14 Закона о государственных пенсиях в РФ, то кроме увеличения её основного размера за длительный общий трудовой стаж, производится и увеличение её на 1 % заработка за каждый полный год специального стажа сверх необходимого для назначения пенсии.
Предельный размер пенсии с увеличением её за общий и специальный стаж работы не может превышать 75 % заработка, из которого исчислена пенсия.
Основной размер пенсии вместе с увеличением её за трудовой стаж сверх необходимого составляет базовую часть пенсии, к которой начисляют повышения и надбавки.

## Повышение пенсии
Повышение пенсии представляет собой такую её часть, которая имеет несколько оснований для начисления базовой части пенсии и носит компенсационный характер.
Закон о государственных пенсиях в РФ (ст. 110) предусматривает следующие способы и основания повышения пенсии по старости (по возрасту):
1) в процентах к базовой части пенсии (гражданам, награжденным орденом Трудовой славы трёх степеней или орденом «За службу Родине в Вооружённых силах СССР» трёх степеней на — 15 % базовой части пенсии);
2) в процентах к базовой части пенсии, но в соотношении с минимальным размером пенсии (Героям СССР, Героям РФ — на 50 % базовой части пенсии, но не менее чем на 100 % минимальной пенсии);
3) в процентах к минимальному размеру пенсии (участникам войны на 100 %, работникам тыла — на 50 % минимального размера пенсии и т. д.).
Общий случай повышения пенсии — повышение минимальных и максимальных размеров пенсий гражданам, проживающим в районах, где к заработной плате установлены районные коэффициенты.
Надбавка к пенсиям. Закон о государственных пенсиях в РФ предусматривает следующие надбавки:
а) на уход за пенсионером, если он является инвалидом I группы либо достиг возраста 80 лет, либо нуждается в постоянном постороннем уходе (помощи, надзоре) по заключению лечебного учреждения;
б) на нетрудоспособных иждивенцев, если они сами не получают какой-либо пенсии;
в) участникам Великой Отечественной войны, не получающим одновременно с пенсией по старости (по возрасту) пенсию по инвалидности;
г) за работу после назначения пенсии тем гражданам, которые имели право на пенсию, но её не получали;
д) гражданам, принимавшим участие в работах по ликвидации последствий чернобыльской катастрофы или в работах по ликвидации последствий аварии на ПО «Маяк».
Надбавки к пенсии начисляются после её повышения.
Индексация пенсий по старости (по возрасту). В настоящее время в РФ применяется комбинированный способ индексации пенсий. При этом способе увеличение назначенных пенсий производится в соответствии с ростом заработной платы в стране четыре раза в год — с 1 февраля, 1 мая, 1 августа и 1 ноября. Все пенсии увеличиваются в кратное число раз пропорционально росту минимальной пенсии. Кроме того, устанавливается компенсационная выплата, цель которой — смягчить неблагоприятные последствия, связанные с ростом цен на потребительские товары и услуги. Размер компенсационной выплаты дифференцируется в зависимости от размера пенсии.
Исчисление пенсии с применением индивидуального коэффициента пенсионера (ИКП). С 1 февраля 1998 года в России введено исчисление и увеличение пенсий путём применения индивидуального коэффициента пенсионера (ИКП). ИКП определяется путём умножения размера пенсии в процентах, полагающегося в зависимости от продолжительности общего трудового стажа пенсионера, на отношение среднемесячного заработка за период, из которого исчисляется пенсия, к среднемесячной заработной плате в стране за тот же период. При этом отношение среднемесячного заработка пенсионера к среднемесячной заработной плате в стране учитывается в настоящее время в размере не свыше 0,95, а в дальнейшем — 1,2.
Размер пенсии определяется путём умножения ИКП на среднемесячную заработную плату за квартал, предшествующий установлению размера пенсии с применением ИКП конкретному гражданину. Среднемесячная заработная плата в стране утверждается Правительством РФ по представлению Госкомстата РФ четыре раза в год: с 1 февраля, 1 мая, 1 августа и 1 ноября.
К пенсиям, исчисленным с применением ИКП, начисляются установленные повышения и надбавки. Компенсационная выплата к этим пенсиям не начисляется.
Выплата пенсии по старости (по возрасту) работающим пенсионерам. Работающим пенсионерам пенсия выплачивается в полной сумме (без надбавки на иждивенцев).
Не выплачивается пенсия работающим пенсионерам в следующих случаях:
1) желающим получить надбавку за работу после назначения пенсии;
2) досрочные пенсии безработным гражданам;
3) если пенсия исчислена с применением ИКП.